# Otto Kretschmer
Otto Kretschmer (1. maj 1912 – 5. august 1998) var en tysk ubådskaptajn under 2. verdenskrig. Målt på den sænkede tonnage, var han den mest succesfulde kaptajn, da han nåede at sænke 47 skibe med en samlet tonnage på 274.333 ton i perioden september 1939 til marts 1941, hvor han blev taget til fange.
Blandt hans sænkninger var den danske motortanker Danmark på 10,517 ton, der gik ned den 12. januar 1940.